# Robert Devereux, 2. hrabě z Essexu
Robert Devereux, 2. hrabě z Essexu (Robert Devereux, 2nd Earl of Essex, 3rd Viscount Hereford, 9th Baron Bourchier, 11th Baron Ferrers of Chartley) (10. listopadu 1565 Netherwood, Herefordshire, Anglie – 25. února 1601 Londýn, popraven) byl anglický šlechtic, vojevůdce, státník a dvořan. Díky příbuzenským konexím zastával od mládí vysoké funkce v armádě a u dvora, patřil k oblíbencům královny Alžběty I. a významným osobnostem závěrečné fáze její vlády. Vrcholem jeho kariéry byla funkce místokrále v Irsku (1599), kde však selhal v boji proti povstalcům vůči anglické nadvládě. Po návratu do Anglie byl souzen a po propuštění v roce 1600 inicioval vzpouru proti Alžbětě I. Vzápětí byl zatčen, odsouzen k trestu smrti a popraven v Toweru.

## Životopis

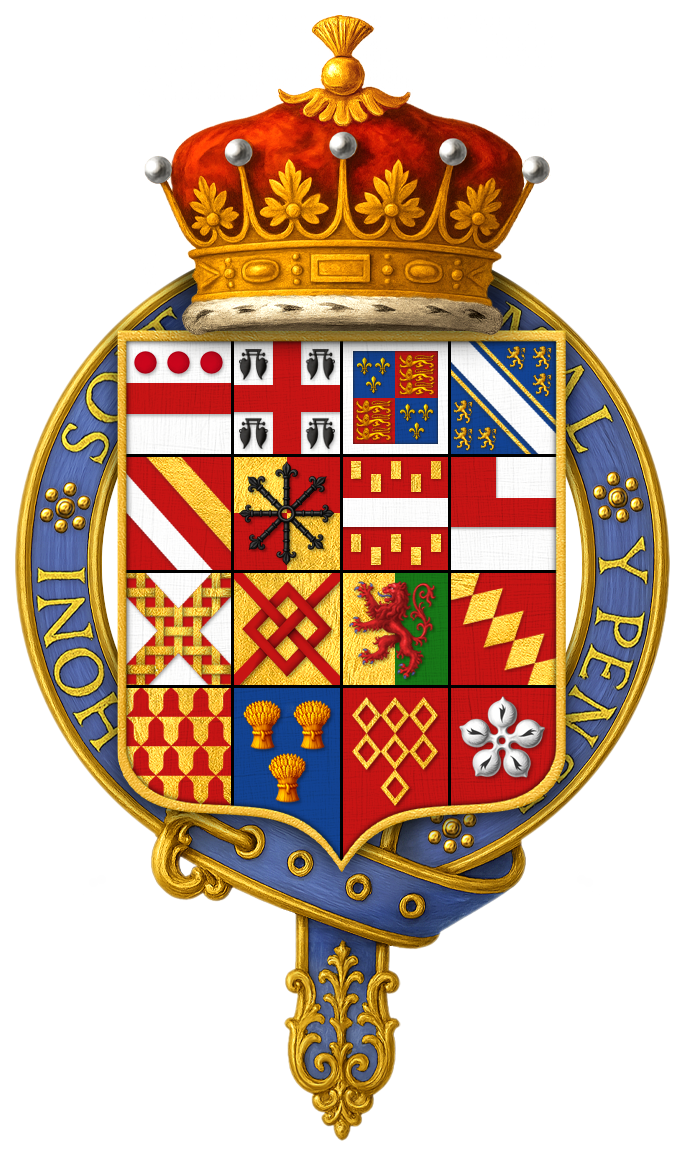
Erb 2. hraběte z Essexu s dekorací Podvazkového řádu

Pocházel ze starého šlechtického rodu Devereuxů, jehož historie sahá do normanského osídlení Anglie (původní jméno d'Evreux). Narodil se jako jediný syn Waltera Devereuxe, 1. hraběte z Essexu (1541–1576) a jeho manželky Lettice Knollys (1540–1634), po matce byl mimo jiné spřízněn s rodinou Anny Boleynové, druhé manželky Jindřicha VIII. a matky královny Alžběty I. Po předčasném úmrtí otce převzal Robertovu výchovu královnin ministr William Cecil. Robertova matka se v roce 1578 podruhé provdala za královnina oblíbence 1. hraběte z Leicesteru, což později urychlilo Robertovu kariéru. Vystudoval na univerzitě v Cambridge (1581) a po dosažení zletilosti vstoupil do Sněmovny lordů, téhož roku získal Řád lázně (1586). Pod velením svého nevlastního otce hraběte z Leicesteru se zúčastnil bojů v Nizozemí a již v roce 1587 byl jmenován do hodnosti generála jízdy.
Po úmrtí svého nevlastního otce hraběte z Leicesteru byl jmenován do funkce nejvyššího štolby království (Master of the Horse, 1588-1601), téhož roku obdržel nejvyšší vyznamenání, Podvazkový řád. Stal se vlivným oblíbencem královny Alžběty I., i když často jednal proti její vůli a nezřídka k ní nechoval náležitý respekt (odvolával se na svůj původ v královské rodině Plantagenetů); historické prameny dokládají několik inzultací Alžběty I. vůči Essexovi. V roce 1591 velel pomocnému vojenskému sboru v tažení francouzského krále Jindřicha IV. proti Španělsku. V roce 1591 byl zároveň jmenován členem Tajné rady a od roku 1593 byl i jejím lordem prezidentem. Proti Španělsku bojoval i v následujících letech a v roce 1596 proslul dobytím Cádizu, jeho další samostatné akce však skončily neúspěchem. Přesto byl v roce 1597 jmenován do funkce správce zbrojního arzenálu, respektive generálního polního zbrojmistra (Master General of the Ordnance).
Přestože se dostával do sporů s královnou Alžbětou I. a prvním ministrem Sirem Robertem Cecilem, prosadil své jmenování do funkce irského místokrále, kde měl za úkol potlačit povstání hraběte z Tyrone proti anglické nadvládě. Essex se svým vojskem operoval především v jižní části Irska, plýtval financemi a rozdával šlechtické tituly svým přívržencům, zatímco povstalci bez problémů opanovali severní Irsko. Se vzbouřenci uzavřel mírovou smlouvu, která však v Londýně byla vnímána jako velezrada. Narychlo se vrátil do Anglie a své působení v Irsku se snažil obhájit před Alžbětou I., bylo mu ale uloženo domácí vězení. Stanul před soudem, ale v srpnu 1600 byl osvobozen. O půl roku později se ze svého londýnského sídla Essex House pokusil vyvolat vzpouru proti Alžbětě I., na příkaz Roberta Cecila byl prohlášen za zrádce, uvězněn a 25. února 1601 popraven v Toweru. Tzv. Essexova vzpoura byla za dlouhé vlády Alžběty I. posledním v řadě neúspěšných pokusů o její sesazení z trůnu. Rodině byly odňaty šlechtické tituly, ale po úmrtí Alžběty I. a nástupu skotského krále Jakuba I. na anglický trůn byla všechna jejich privilegia obnovena (1604).

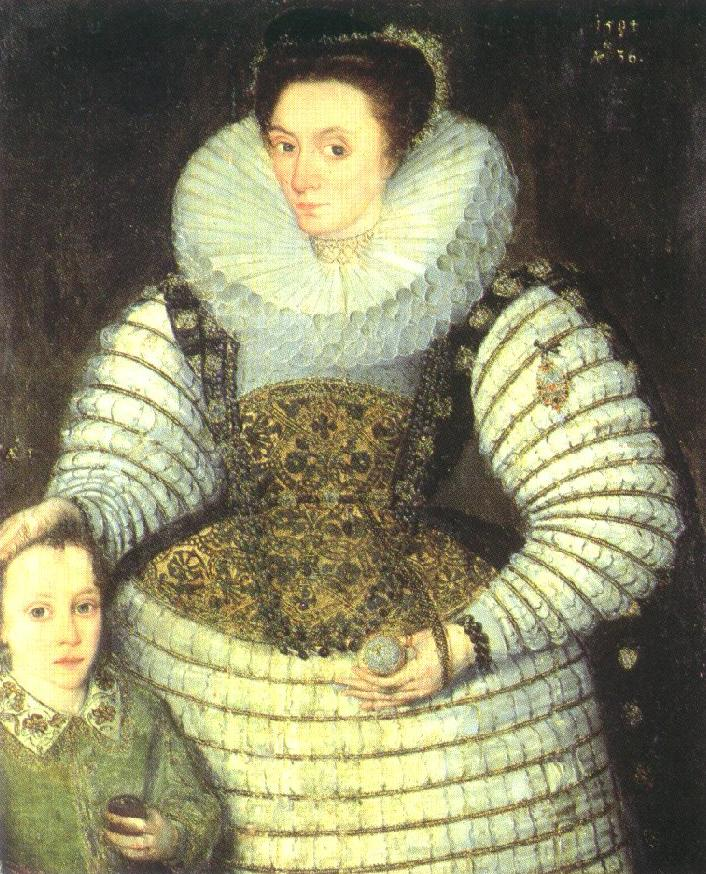
Robertova manželka Frances se synem Robertem (1594,

Zastával také řadu dalších čestných funkcí, v hrabstvích, kde vlastnil statky, byl nejvyšším sudím (custos rotulorum) (Staffordshire, Pembrokeshire), v hrabství Staffordshire byl od roku 1594 také lordem-místodržitelem (Lord-lieutenant). Od roku 1598 byl lordem kancléřem univerzity v Cambridge, po jmenování do funkce irského místokrále se stal i kancléřem univerzity v Dublinu (1598–1601). Již v roce 1585 dostal do pronájmu ostrov Alderney v Lamanšském průlivu, kde byl v roce 1590 jmenován guvernérem. Požíval také značných finančních výhod v hrabství Essex.
V roce 1590 se oženil s Frances Walsinghamovou (1569–1631), dcerou ministra Francise Walsinghama. Z jejich manželství pocházely tři děti. Dcera Frances (1599–1679) se provdala za 2. vévodu ze Somersetu. Dědicem titulů byl jediný syn Robert Devereux, 3. hrabě z Essexu (1592–1646), který byl významným vojevůdcem v době občanské války.